# أولاد الشرقي (المربوح)
أولاد الشرقي هي إحدى مشيخات المملكة المغربية، تتبع جغرافيا لإقليم قلعة السراغنة وإداريًا لالمربوح. يقدر عدد سكانها بـ 14732 نسمة حسب الإحصاء الرسمي للسكان والسكنى لسنة 2004.